# Pelidnota testaceovirens
Pelidnota testaceovirens är en skalbaggsart som beskrevs av Blanchard 1851. Pelidnota testaceovirens ingår i släktet Pelidnota och familjen Rutelidae.

## Underarter
Arten delas in i följande underarter:
- P. t. felipemezai
- P. t. noaensis
- P. t. vittipennis
- P. t. xinguensis
- P. t. argentinica